# العلاقات المغربية الوسط إفريقية
العلاقات المغربية الوسط أفريقية هي العلاقات الثنائية التي تجمع بين المغرب وجمهورية أفريقيا الوسطى.

## تاريخ
في 23 يناير 2020، إفتتحت جمهورية إفريقيا الوسطى قنصلية عامة لها في مدينة العيون.

## مقارنة بين البلدين
هذه مقارنة عامة ومرجعية للدولتين:
| وجه المقارنة                                              | المغرب                                 | جمهورية أفريقيا الوسطى      |
| --------------------------------------------------------- | -------------------------------------- | --------------------------- |
| المساحة (كم2)                                             | 710.85 ألف                             | 622.98 ألف                  |
| عدد السكان (نسمة)                                         | 36.07 مليون                            | 4.66 مليون                  |
| الكثافة السكانية (ن./كم²)                                 | 50.74                                  | 7.48                        |
| العاصمة                                                   | الرباط                                 | بانغي                       |
| اللغة الرسمية                                             | اللغة العربية، أمازيغية معيارية مغربية | لغة فرنسية، اللغة السانغوية |
| العملة                                                    | درهم مغربي                             | فرنك وسط أفريقي             |
| الناتج المحلي الإجمالي (بليون دولار)                      | 109.14 مليار                           | 1.95 مليار                  |
| الناتج المحلي الإجمالي (تعادل القوة الشرائية) بليون دولار | 274.06 مليار                           | 3.03 مليار                  |
| الناتج المحلي الإجمالي الاسمي للفرد دولار أمريكي          | 2.88 ألف                               | 323                         |
| الناتج المحلي الإجمالي للفرد دولار أمريكي                 | 7.49 ألف                               | 594                         |
| مؤشر التنمية البشرية                                      | 0.628                                  | 0.350                       |
| رمز المكالمات الدولي                                      | +212                                   | +236                        |
| رمز الإنترنت                                              | .ma                                    | .cf                         |
| المنطقة الزمنية                                           | ت ع م+01:00                            | ت ع م+01:00                 |

## منظمات دولية مشتركة
يشترك البلدان في عضوية مجموعة من المنظمات الدولية، منها:
| علم المنظمة | اسم المنظمة                               | تاريخ انضمام المغرب | تاريخ انضمام جمهورية أفريقيا الوسطى |
| ----------- | ----------------------------------------- | ------------------- | ----------------------------------- |
|             | وكالة ضمان الاستثمار متعدد الأطراف        | 17 سبتمبر 1992      | 8 سبتمبر 2000                       |
|             | البنك الإفريقي للتنمية                    | ?                   | ?                                   |
|             | منظمة الشرطة الجنائية الدولية             | ?                   | ?                                   |
|             | منظمة حظر الأسلحة الكيميائية              | ?                   | ?                                   |
|             | منظمة التجارة العالمية                    | 1995                | ?                                   |
|             | الفريق المعني برصد الأرض                  | ?                   | ?                                   |
|             | البنك الدولي للإنشاء والتعمير             | 25 أبريل 1958       | 10 يوليو 1963                       |
|             | الأمم المتحدة                             | 12 نوفمبر 1956      | 20 سبتمبر 1960                      |
|             | الاتحاد الأفريقي                          | ?                   | ?                                   |
|             | مؤسسة التمويل الدولية                     | 30 أغسطس 1962       | 1 أبريل 1991                        |
|             | يونسكو                                    | 7 نوفمبر 1956       | 11 نوفمبر 1960                      |
|             | مؤسسة التنمية الدولية                     | 29 ديسمبر 1960      | 27 أغسطس 1963                       |
|             | الاتحاد البريدي العالمي                   | ?                   | ?                                   |
|             | المركز الدولي لتسوية المنازعات الاستشارية | 10 يونيو 1967       | 14 أكتوبر 1966                      |
|             | الاتحاد الدولي للاتصالات                  | 1 نوفمبر 1956       | 2 ديسمبر 1960                       |

## وصلات خارجية
- موقع وزارة الخارجية المغربية